# Geografía de Jalisco

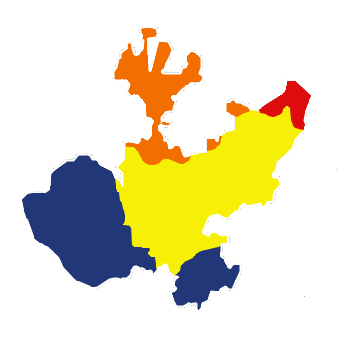
Mapa fisiográfico de Jalisco
Provincia Sierra Madre Occidental
Provincia Sierra Madre del Sur
Provincia Eje Volcánico Transversal
Provincia Mesa Central

El Estado de Jalisco se localiza en la zona occidente de la República Mexicana. Es uno de los estados ribereños del Pacífico, y tiene límites con ocho estados: al norte, con Zacatecas y Aguascalientes; al noroeste, con Nayarit; al noreste, con Guanajuato y San Luis Potosí; al sur, con Colima; y al sureste, con Michoacán. Tiene una superficie de 80,137 km², lo que representa el 4.09% de la superficie total de México.
El territorio de Jalisco, fisiográficamente, pertenece a 4 de los 12 estados fisiográficos de México: al Eje Neovolcánico, a la Mesa del Centro, a la Sierra Madre Occidental y a la Sierra Madre del Sur.
- Estado del Eje Neovolcánico: representada en el estado por nueve subprovincias —Bajío Guanajuatense, Sierras y Bajíos Michoacanos, Altos de Jalisco, Chapala, Guadalajara, Sierras de Jalisco, Sierras Neovolcánicas Nayaritas, Volcanes de Jalisco y Escarpada Limítrofe del Sur—
- estado de la Mesa del Centro (3.44%): la parte noroeste del estado, representada por tres subdivisiones: el subestado Llanos de Ojuelos y las discontinuidades fisiográficas de la Sierra de la Cuatralba y de los Valles Paralelos del suroeste de la Sierra de Guanajuato.
- estado de la Sierra Madre Occidental(15.05 %):  representada por dos subprovincias: la de «Sierras y Valles Zacatecanos» y la de «Mesetas y Cañones del Sur».
- provincia de la Sierra Madre del Sur(33.47%): representada por dos subprovincias: «Sierras de las Costas de Jalisco y Colima» y «Cordilleras Costeras del sur», así como por una discontinuidad fisiográfica, la depresión del Tepalcatepetl.

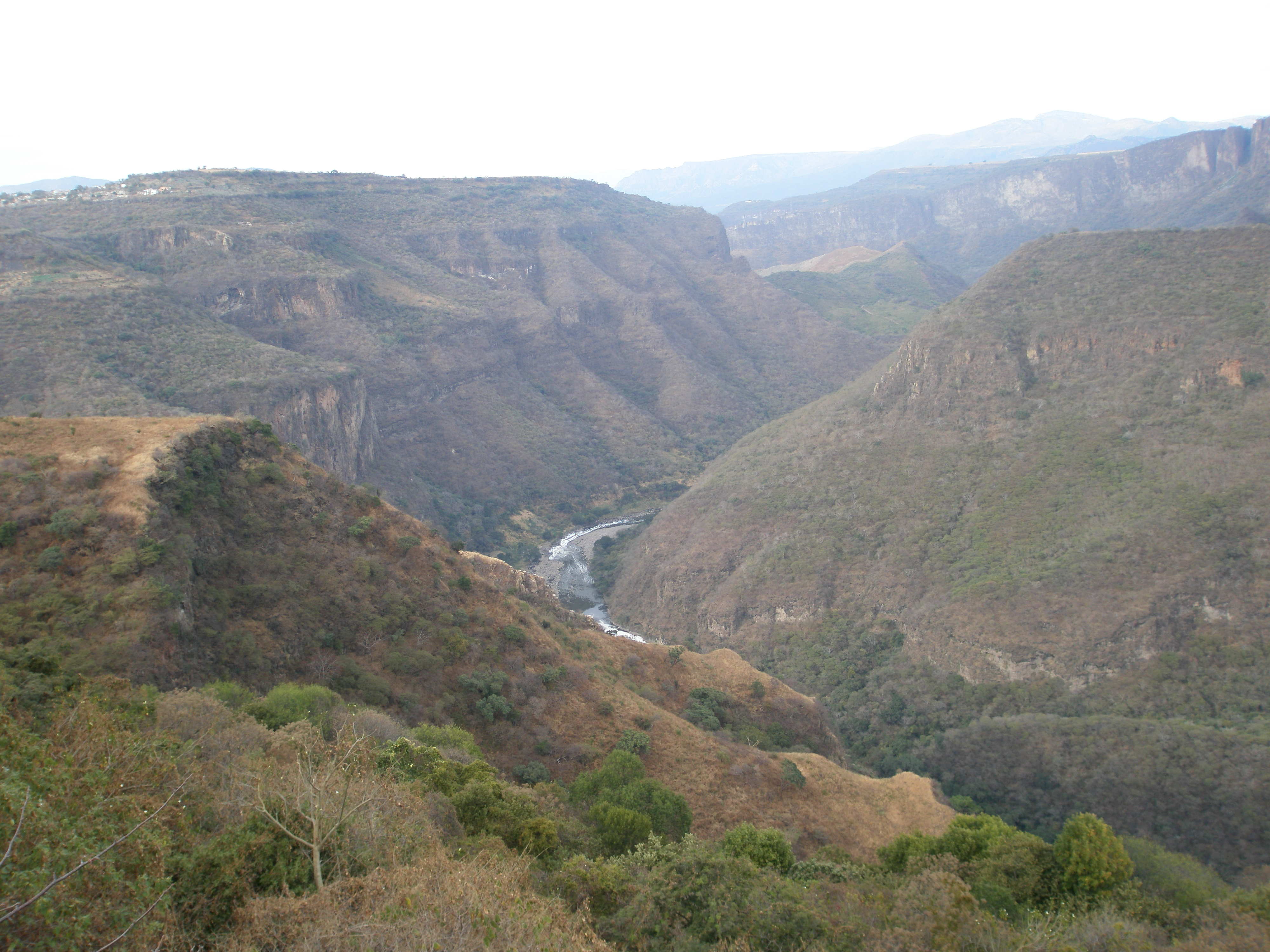
Huentitán

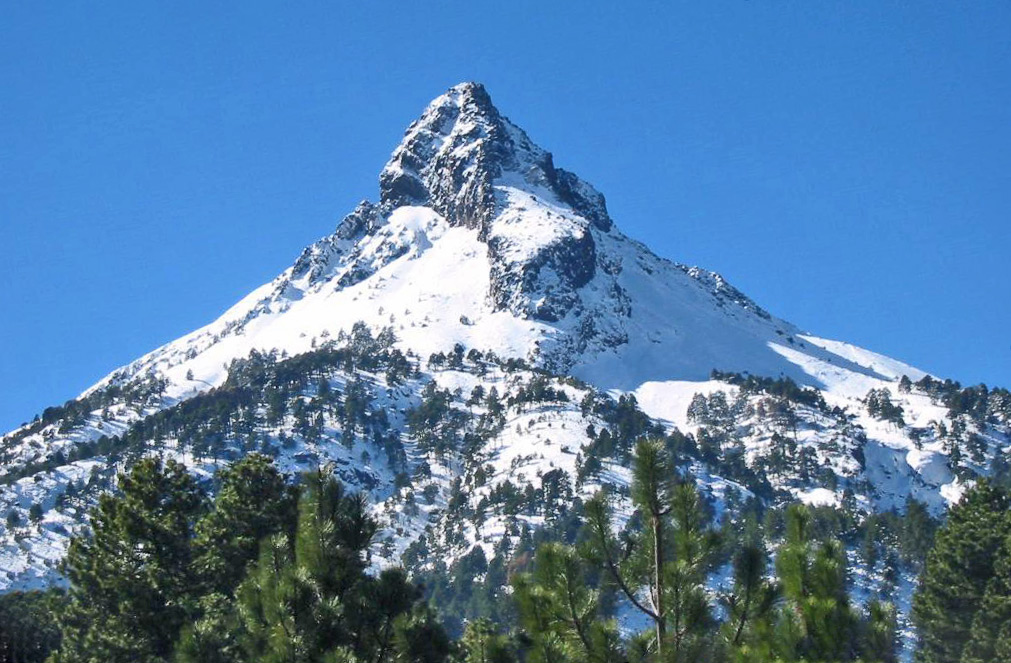
Nevado de Colima

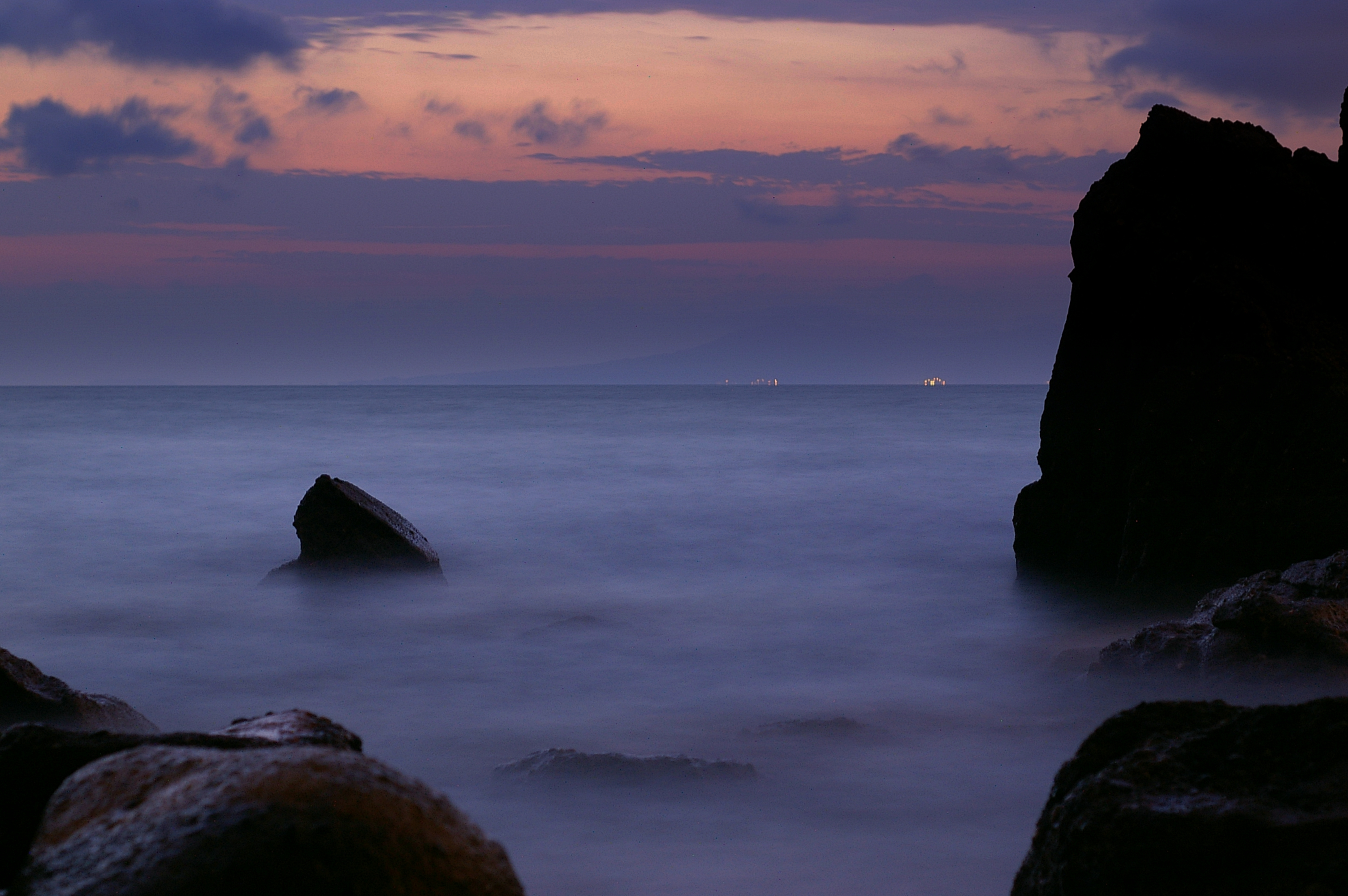
Costa del Sur

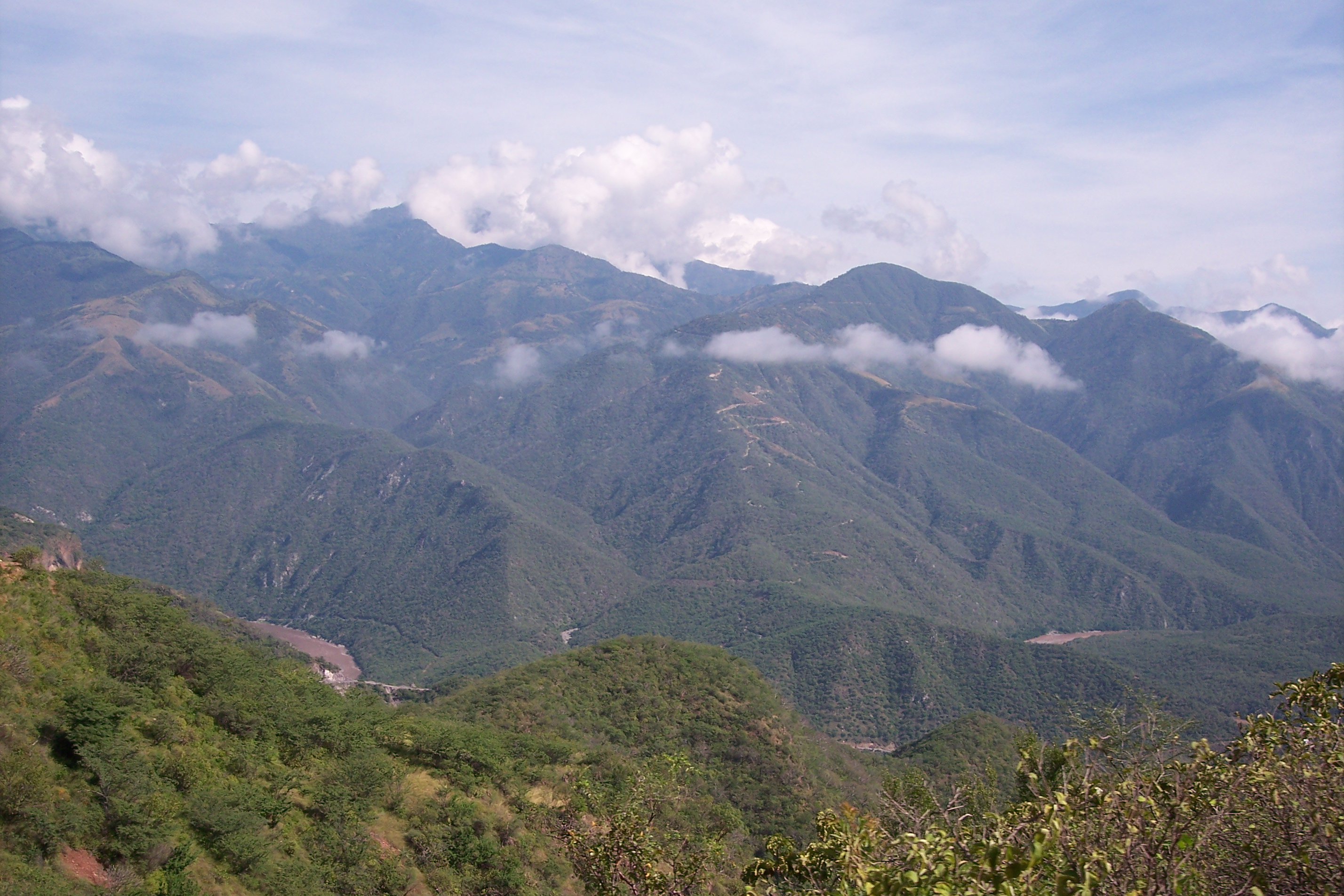
Sierra Madre Occidental

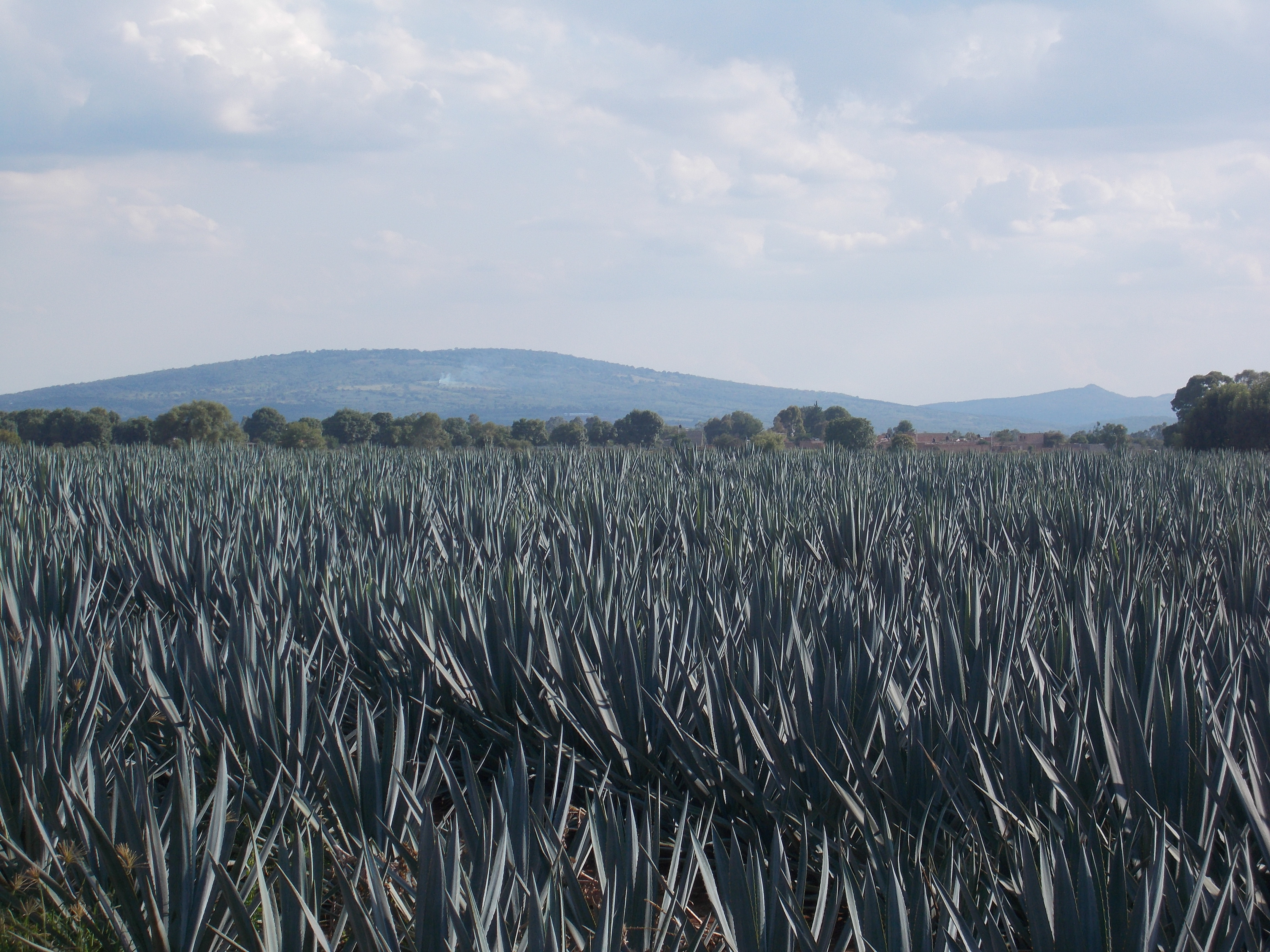
Plantío de agave en Capilla de Guadalupe, Tepatitlán de Morelos

Actualmente Jalisco cuenta ya con la más alta tecnología en cuanto a prevención de desastres naturales. Hace poco se colocaron en las costas del estado de Jalisco alarmas de tsunamis (maremotos) con las cuales no contaba. Archivado el 3 de diciembre de 2013 en Wayback Machine.

## Límites estatales
Jalisco tiene problemas de límites territoriales con sus vecinos, en especial con el estado de Colima, con quien disputa una muy importante zona de la costa. Tradicionalmente los límites entre entidades se han definido por límites naturales, en este caso el límite es un río, casi en su desembocadura en el océano Pacífico. El conflicto limítrofe se inició cuando se modificó el curso del río, quedando la zona de playa en la parte que pertenece a Colima y que Jalisco tiene intención de reclamar por su potencial económico a través del turismo que actualmente recibe como en el Complejo Grand Bay - Isla Navidad. Actualmente la solución del problema entre estos dos estados depende del Senado de la República.

## Fisiografía del estado de Jalisco

### Provincia del Eje Neovolcánico
Representada en el estado por nueve subprovincias: Bajío Guanajuatense, Sierras y Bajíos Michoacanos, Altos de Jalisco, Chapala, Guadalajara, Sierras de Jalisco, Sierras Neovolcánicas Nayaritas, Volcanes de Colima y Escarpada Limítrofe del Sur. 

#### Subprovincia del Bajío Guanajuatense
Sólo una pequeña porción, el sureste del municipio de San Diego de Alexandría, y se asocia a un solo sistema de topo: el llano de piso rocoso que representa el 0.001% de la superficie total del estado.

#### Subprovincia de las Sierras y Bajíos Michoacanos
Solo una parte muy pequeña de la subprovincia que comprende parte de los municipios de Ayo el Chico y de Degollado. Presenta tres sistemas de topoformas: las Mesetas Lávicas, los Lomerios de Colinas Redondeadas con Terrenos Ondulados y los Valles de Laderas Tendidas.

#### Subprovincia de los Altos de Jalisco
La mayor parte de esta subprovincia queda dentro del estado de Jalisco, se caracteriza por amplias mesetas de origen volcánico y presenta la mayor densidad de topoformas degradativas, generadas por disección hídrica y abundancia de valles profundos de laderas escarpadas a fines de los caños de la Sierra Madre Occidental. Representa el 17.51% con respecto a la superficie total de la entidad y se distinguen en ella los siguientes sistemas de topoformas: Escudo-Volcanes Aislados o en Conjunto, Pequeña Meseta asociada con lomeríos, Gran Meseta con Cañadas, Meseta Lávica, Meseta Lávica asociada con lomeríos, Meseta Escalonada, Lomerío de Colinas Redondeadas, Lomeríos Suave en Arenisca Conglomerado, Valle de Laderas Escarpadas asociadas a lomeríos, Valle con Terrazas, Cañón y Depresión. 

#### Subprovincia de Chapala
Esta subprovincia alcanza una magnitud significativa en afallamiento asociado con manifestaciones volcánicas y grabens (áreas hundidas entre sistemas de fallas). Se tiene aquí a 1500 m s.n.m. el mayor lago del país, cuyas aguas ocupan un enorme graben ubicado entre sistemas de grandes fallas este-oeste y otras más pequeñas largo de algunas líneas de fallas y levantó las sierras que bordean el lago. El resultado es un paisaje de origen unitario pero de morfologías combinadas que aportan una notable singularidad a la provincia. En la subprovincia de Chapala se distinguen 4 regiones o sectores:
- Una región occidental con importantes sistemas de fallas noroeste-sureste y norte-sur que han generado grabens con esos mismos rumbos y que forman los vasos de los lagos Atotonilco, Zacoalco, San Marcos y Sayula, situados a una altitud de 1350 m s.n.m.

- El propio lago de Chapala y las Sierras de Laderas de Escarpa de falla que lo circundan, más su extensión cenagosa al este: la ciénaga de Chapala. El lago, bastante somero, mantenido fundamentalmente por los aportes del río Lerma al que recibe en el extremo oriental.

- Las sierras afalladas y llanos al norte de los lagos.

- Las sierras afalladas y la región de lomeríos al sur de los lagos.

Dentro del estado de Jalisco la subprovincia de Chapala presenta los siguientes sistemas de topoformas: Sierras de Laderas Abruptas con Cañadas; Sierra de Laderas Tendidas; Sierra con Laderas de Escarpa de Falla; Sierra con Ladera de Escarpa de Fallas y Mesetas; Escudo-Volcanes Aislados o en Conjuntos; Sierra Volcánica con Mesetas; Lomeríos Asociados con Llanos; Lomeríos Suave (tobas); Lomeríos Suaves (conglomerados y areniscas); Valle de Laderas Tendidas; Valle de Laderas Tendidas con Terrenos Ondulados; Depresión; Gran Llano; Pequeño Llano Aislado y Llano Salino.

#### Subprovincia de Guadalajara
Esta pequeña subprovincia queda toda dentro del estado de Jalisco, ocupando el 3.73% de su superficie. Comprende íntegramente los municipios de Antonio Escobedo, El Arenal, Guadalajara, Zapopan, Ahualuco de Mercado, Amatitán, Etzatlán, Hostotipaquillo, Magdalena, San Marcos, Tala, Tequila, Teuchitlán, Tlaquepaque y Tonalá.
La subprovincia se caracteriza por las notables manifestaciones de vulcanismo explosivo, que data de tiempos relativamente recientes y cuyas huellas se observan en la ciudad de Guadalajara y en el Bosque de la Primavera.
A pesar de ser una subprovincia pequeña es la menos uniforme, teniendo una gran complejidad en su panorama fisiográfico, en el que se encuentran sistemas tan distintos como sierras, mesetas, lomeríos y llanos; sin embargo, en general su litología está constituida por rocas ígneas extrusivas ácidas, vidrios volcánicos (obsidiana) basaltos y nubes ardientes.

#### Subprovincia de las Sierras de Jalisco
Esta subprovincia inserta totalmente en el estado de Jalisco, está constituida por dos tipos básicos de topoformas generales: montañas y mesetas. Entre sus extremos norte y sur, las cadenas montañosas se encuentran acomodadas de tal modo que describen de forma burda una letra "S". 
Dentro del área rodeada por la curva superior de la letra quedarían alojados los sistemas de topoformas más occidentales de la vecina subprovincia de las Sierras de Jalisco. Varias cumbres de los núcleos montañosos de rocas ígneas que componen la sierra se levantan por encima de los 2,000 m s.n.m., en tanto que las superficies más bajas se encuentran a una altitud de 800 m s.n.m. 
La subprovincia de las Sierras de Jalisco presenta los siguientes sistemas de topoformas: Gran Sierra Volcánica Compleja o Grandes Estrato-Volcanes, Sierra de Laderas Abruptas, Sierra de Laderas Tendidas, Sierra de Laderas Tendidas con Llanos, Sierra Compleja, Escudo-Volcán Aislado, Meseta Lávica, Mesetas Lávicas asociadas con cañadas, Mesetas Escalonadas asociadas con lomeríos, Mesetas Pequeñas con lomeríos, Lomerío Suave asociado con cañadas, Valle de Laderas Escarpadas, Valle de Laderas Tendidas, Valle de Laderas Tendidas asociado con lomeríos, Cañón y Pequeño Llano Aislado.

#### Subprovincia de las Sierras Neovolcánicas Nayaritas
Una pequeña parte de esta subprovincia del Eje Neovolcánico penetra en el extremo norte del estado, del que ocupa solamente un 0.007% de su superficie, localizado en parte del municipio de Hostotipaquillo y distribuido en tres sistemas de topoformas que son: una Sierra de Laderas Tendidas, una Meseta Lávica con Cañadas y un Valle Tendido con Terrenos Ondulados.

#### Subprovincia de los Volcanes de Colima
Esta subprovincia ocupa la parte oriental del estado y recibe el nombre debido a sus dos geoformas más representativas: el Nevado de Colima y el volcán de Fuego de Colima. Ocupa apenas el 2.36% de la superficie total estatal; cubriendo totalmente los municipios de Tonila y Zapotitlán de Vadillo y parte de los de Ciudad Guzmán, Tolimán, Tuxcacuesco, Tuxpan, Venustiano Carranza y Zapotiltic. El panorama fisiográfico de la subprovincia está integrado por siete sistemas de topoformas: Gran Sierra Compleja o Grandes Estrato-Volcanes Aislados, representados por el Nevado y el de Fuego de Colima, que están constituidos por andesitas (rocas ígneas medias en sílice) y sus altitudes son de 4240 y 3920 m. respectivamente; Sierra de Laderas Abruptas, que se encuentra sobre la base occidental del Nevado, representada por el Cerro el Petacal, de rocas lávicas sílicas; los Lomeríos Suaves (tobas) asociados con cañadas y los Lomeríos Suaves (arenisca conglomerado) integran las amplias faldas que se extienden en torno a los volcanes, surcadas por arroyos radiales; el Valle de Laderas Escarpadas, que es el sistema de cañadas hondas y ramificadas, que sobre la base occidental de los volcanes han labrado sus cárcavas; el Pequeño Llano Aislado, de origen aluvial que se localiza en el extremo norte; y el Piso de Valle, que está formado por el valle plano y angosto del río Armería.

#### Subprovincia de la Escarpa Limítrofe del Sur
Solo una pequeña parte de esta subprovincia penetra en el estado de Jalisco y abarca una porción del municipio de Jilotlán de los Dolores, con un solo sistema de topoformas, la Meseta Lávica asociada con Sierras que es un conjunto de mesetas basálticas escalonadas y que descienden hacia el sur, a altitudes de 1000 a 1500 m s.n.m. interrumpidas por Escudo-Volcanes también basálticos.

### Provincia Mesa Central
Penetra en el estado de Jalisco por el noroeste; ocupa el 3.44 % de la superficie total estatal y en ella se presentan parte de tres subdivisiones de la provincia que corresponden a la subprovincia Llanos de Ojuelos y las discontinuidades fisiográficas de la Sierra de la Cuatralba y Valles Paralelos del suroeste de la sierra de Guanajuato.
Estas subdivisiones de la provincia poseen patrones característicos de topografía y morfología; presencia y distribución de suelos y vegetación diferentes, por lo que la descripción de suelos, vegetación, posibilidades de uso agrícola, ganadero y forestal, y el estado actual de las formas de producción agrícola, se encuentra referida por regiones
Esta provincia cuenta con una subprovincia llamada Llanos de Ojuelos.

#### Subprovincia Llanos de Ojuelos
Esta subprovincia ocupa el noreste del estado y limita al sur con los Altos de Jalisco; inmediatamente al norte de Encarnación de Díaz. Comprende una porción pequeña de la entidad (2310,297 km²), que cubre totalmente el municipio de Ojuelos de Jalisco y parte de los de Encarnación de Díaz y Lagos de Moreno. Los sistemas de topoformas más representativos de la subprovincia, dentro del estado son: las Llanuras de Piso Rocoso, cubiertas por suelos someros de aluvión y salpicadas de pequeñas charcas; y las Mesetas con Cañadas que se encuentran entre las llanuras. Las Sierras Bajas y los Lomeríos probablemente se derivaron de la erosión de mesetas similares a las ya mencionadas; sus laderas son rectas y su elevación es de 2300 y 2250 m s.n.m. respectivamente. En general, la litología de estos sistemas de topoformas está constituida por rocas de origen volcánico, ricas en sílice.

### Provincia de la Sierra Madre Occidental
Esta provincia cuenta con dos subprovincias: la de las «Sierras y Valles Zacatecanos» y la de las «Mesetas y Cañones del Sur»

#### Subprovincia de las Mesetas y Cañones del Sur
Esta subprovincia se encuentra en casi toda la extremidad norte de Jalisco hasta el límite sur del extenso cañón que ha formado el Río Grande de Santiago, quedando su frontera sur-oriental en el estado al norte de la ciudad de Tequila; abarca la totalidad de los municipios Bolaños, Huejuquilla el Alto, Mezquitic, Teocaltiche y Villa Guerrero, y parte de los municipios de Colotlán, Chimaltitlán, Hostotipaquillo, Huejucar, San Martín de Bolaños y Tequila.
Forma parte de la "espina dorsal" de la Sierra Madre Occidental. Su paisaje está constituido por altas mesetas, algunas de ellas enormes, que se interrumpen abruptamente por profundos cañones.
La superficie total de esta subprovincia es de 8165,349 km² y representan el 10.35% del total estatal. Los sistemas de topoformas que se encuentran en esta subprovincia dentro del estado de Jalisco son: Superficie Disectada de Gran Meseta, que son agrupaciones de mesetas de tamaño pequeño; Pequeñas Mesetas; Asociadas a Cañadas; Lomeríos, que se encuentran como pequeños grupos aislados en los Pisos de Valle, generalmente amplios; Lomeríos y Cañadas, Piso de Valle con Terrazas; Piso Amplio de Valle con Lomeríos y por último Cañones.

#### Subprovincia de las Sierras y Valles Zacatecanos
Se localiza en pequeñas porciones al noreste de Jalisco, representa el 4.7% de la superficie total del estado. Cubre totalmente los municipios de San Cristóbal de la Barranca y Santa María de los Ángeles; parte importante de los de Amatitlán, Colotlán, Chimaltitlán, Huejúcar, Ixtlahuacán del Río, San Martín de Bolaños, Tequila, Mexticacán, Teocaltiche, Villa Hidalgo y Yahualica de González Gallo.
Esta provincia se caracteriza por sus sierras altas, alargadas en sentido norte-sur, frecuentemente rematadas por mesetas que alternan con valles, también alargadas en esa misma dirección. Los pisos de los valles son a veces de pendientes suaves , pero con mayor frecuencia presentan terrazas y lomeríos, que probablemente son producto de la erosión de antiguos pisos de valles más altos. El drenaje se dirige a través de los valles hacia el noreste y sólo en su porción austral se encuentran algunas corrientes que desembocan hacia el sur, en los ríos Verde y Grande de Santiago. 
Los sistemas de topoformas que se encuentran dentro de Jalisco son: Las Sierras Altas con Mesetas, que se elevan de los 2,300 a los 2,850 m s.n.m.; sus laderas son abruptas cortadas por abundantes cañadas, su transición a los valles amplios es también abrupta y las crestas de las sierras en ocasiones están rematadas por pisos de mesetas, alargadas perpendicularmente al eje de la sierra y paralelas a las cañadas que bajan de ella. El Piso Amplio de Valle con Lomeríos que está formado por las partes bajas del valle, casi llenan desde su contacto con las sierras que las rodean de materiales aluviales finos. Los Lomeríos Suaves producto de la erosión de antiguas bajadas de las sierras (conglomerados) o frecuentemente formados por las mismas rocas. El Cañón del río Verde-Santiago que es el único sistema en su tipo dentro de esta subprovincia y que se continua hacia el oeste, adentrándose en la parte sur de la subprovincia Mesetas y Cañones del Sur. En la zona del fondo del cañón , sobre todo al norte de Guadalajara afloran rocas sedimentarias ricas en carbonatos, que probablemente constituyen el basamento sobre el que descansa la Sierra Madre Occidental.

### Provincia de la Sierra Madre del Sur
Está representada en el estado de Jalisco por áreas correspondientes de las subprovincias de «Sierras de las Costas de Jalisco y Colima» y de «Cordilleras Costeras del sur», así como por una discontinuidad fisiográfica, la depresión del Tepalcatepetl.

#### Subprovincia de las Sierras de las Costas de Jalisco y Colima
Esta gran subprovincia ocupa un área considerable en la entidad, 190,345,852 m² equivalente al 24.6% de la superficie total del estado, incluye los municipios de Cabo Corrientes, Casimiro Castillo, Cihuatlán, Cuautitlán, Cuautla, La Huerta, Mascota, Puerto Vallarta, Purificación, San Sebastián, Talpa de Allende, Tomatlán y parte de los municipios de Atequillo, Autlán de Navarro, Mixtlán, Tolimán y Tuxcacuesco.
Estas sierras tienen dos tipos de rocas: granito y las rocas volcánicas con alto contenido de sílice. Se trata en ambos casos de rocas ígneas.
Estas grandes sierras están constituidas en más de la mitad de su extensión por un enorme cuerpo (o cuerpos) de granito, ahora emergido. A estas masas intrusivas de gran tamaño se les llama batolitos y siempre se les encuentra asociados a cordilleras. 
En su estado actual, el batolito integra una sierra de mediana altitud en la que se han abierto amplios valles intermontanos de excavación, todavía con muy escaso relleno aluvial y casi siempre con un drenaje hacia el sur que desemboca en el océano Pacífico. Se levanta más o menos abruptamente del mar y presenta un desarrollo incipiente de valles y llanuras costeras.
La subprovincia es diferente de otras de la Sierra Madre del Sur porque carece de alineamientos estructurales de este a oeste.
Dentro de los límites estatales jaliscienses la subprovincia de las Sierras de la Costas de Jalisco y Colima presenta los siguientes sistemas de topoformas: Gran Sierra Compleja; Sierra de Cumbres Tendidas; Meseta Lávica; Meseta Lávica con Cañadas; Lomerío; Lomerío con Llanos Aislados; Valle Intermontano; Valle Intermontano con Lomeríos; Valle Intermontano con Terreno Ondulado; Valle Ramificado con Lomeríos; Cañón; Llanura Costera con Delta; Llanura Costera con Laguna Costera; Laguna Costera; Pequeña Llanura con Lomeríos.
En el resto de los sistemas de topoformas aparecen además de los ya mencionados algunos fluvisoles eutricos y andosoles húmicos.

#### Subprovincia de las Cordilleras Costeras del Sur
Esta subprovincia ocupa 6205,46 km² (7.87% de la superficie total del estado) y abarca los municipios de: Pihuamo y Tecaltitlán y parte de Jilotlán de los Dolores, Manuel M. Diéguez, Mazamitla, Quitupán, Tamazula de Gordiano, Tuxpan, Valle de Juárez y Zopotiltic.
Una parte de esta provincia se extiende tierra adentro entre el volcán de Colima y el Tancítaro para formar parte del territorio jalisciense.
La litología de la región está formada por rocas ígneas y extrusivas, antiguas rocas sedimentarias de origen marino y continental y rocas metamórficas. La cordillera se encuentra directamente sobre el sitio de subducción de la placa de cocos, a cuyos movimientos son atribuibles el origen y la evolución de la subprovincia.
Dentro de los límites del estado de Jalisco las Cordilleras Costeras del Sur presentan los siguientes sistemas de topoformas: Sierra Escarpada, Sierra de Calizas, Lomerío, Valle Ramificado, Llano de Piso Rocoso.

## Hidrografía

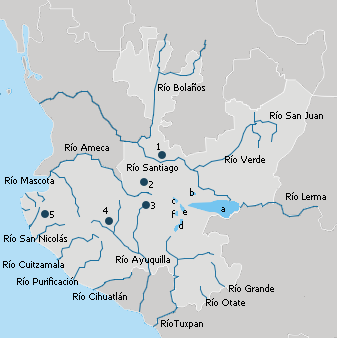
Mapa hidrográfico del Estado de Jalisco
Presas (Santa Rosa (1), La Vega (2), Las Piedras (3), Tacotán (4) y Cajón de Peña (5)
Lagos (Chapala (a), Cajititlán (b), Atotonilco (c), Sayula (d), San Marcos (e), Zacoalco (f))

El relieve de Jalisco favorece la formación de ríos y lagos. 
Sus principales ríos son el río Lerma, el río de San Juan de los Lagos, el río San Miguel, el río Bolaños, el río Atengo, el río Ameca  el río Cuitzmala y el Río Santiago. 
Entre los lagos y lagunas, en Jalisco se encuentra el lago más grande de la República: el Lago de Chapala, que colinda al sureste con el estado de Michoacán de Ocampo, le siguen las lagunas de 
San Marcos, Cajititlán, Atotonilco, Zacoalco, Zapotlán y la de Sayula, todas estas lagunas distribuidas en las regiones Centro, Sur y Cienéga.

## Clima

Mapa de climas del Estado de Jalisco
Templado
Semicálido
Cálido
Semiseco

En el estado se presentan 4 tipos de climas que son cálido, templado, semiseco y  semicálido, aunque para su estudio se dividen en 3 zonas que son el clima de la costa, clima del centro, y clima del norte. bajo la clasificación del clima de koppen. 

### Distribución
La temperatura media anual del estado es de 20.5 °C, las temperaturas más bajas se presentan en enero, y son de 7.0 °C, mientras que las más altos son de mayo a septiembre de 23 °C.
El 68 % del estado está cubierto por climas semicálidos y cálidos subhúmedos, el 18 % es templado subhúmedo y el 14 % es clima semiseco y seco.
| Parámetros climáticos promedio de Mazamitla (2240 msnm.) | Parámetros climáticos promedio de Mazamitla (2240 msnm.) | Parámetros climáticos promedio de Mazamitla (2240 msnm.) | Parámetros climáticos promedio de Mazamitla (2240 msnm.) | Parámetros climáticos promedio de Mazamitla (2240 msnm.) | Parámetros climáticos promedio de Mazamitla (2240 msnm.) | Parámetros climáticos promedio de Mazamitla (2240 msnm.) | Parámetros climáticos promedio de Mazamitla (2240 msnm.) | Parámetros climáticos promedio de Mazamitla (2240 msnm.) | Parámetros climáticos promedio de Mazamitla (2240 msnm.) | Parámetros climáticos promedio de Mazamitla (2240 msnm.) | Parámetros climáticos promedio de Mazamitla (2240 msnm.) | Parámetros climáticos promedio de Mazamitla (2240 msnm.) | Parámetros climáticos promedio de Mazamitla (2240 msnm.) |
| Mes                                                      | Ene.                                                     | Feb.                                                     | Mar.                                                     | Abr.                                                     | May.                                                     | Jun.                                                     | Jul.                                                     | Ago.                                                     | Sep.                                                     | Oct.                                                     | Nov.                                                     | Dic.                                                     | Anual                                                    |
| -------------------------------------------------------- | -------------------------------------------------------- | -------------------------------------------------------- | -------------------------------------------------------- | -------------------------------------------------------- | -------------------------------------------------------- | -------------------------------------------------------- | -------------------------------------------------------- | -------------------------------------------------------- | -------------------------------------------------------- | -------------------------------------------------------- | -------------------------------------------------------- | -------------------------------------------------------- | -------------------------------------------------------- |
| Temp. máx. abs. (°C)                                     | 32.0                                                     | 30.0                                                     | 34.0                                                     | 39.0                                                     | 36.0                                                     | 35.0                                                     | 29.0                                                     | 29.0                                                     | 29.0                                                     | 29.5                                                     | 28.0                                                     | 28.0                                                     | 39.0                                                     |
| Temp. máx. media (°C)                                    | 20.3                                                     | 21.3                                                     | 24.3                                                     | 26.2                                                     | 27.1                                                     | 24.1                                                     | 21.4                                                     | 21.6                                                     | 21.4                                                     | 21.8                                                     | 21.4                                                     | 20.5                                                     | 22.7                                                     |
| Temp. media (°C)                                         | 13.3                                                     | 14.2                                                     | 16.1                                                     | 18.0                                                     | 19.0                                                     | 18.0                                                     | 16.4                                                     | 16.5                                                     | 16.3                                                     | 15.8                                                     | 14.9                                                     | 13.9                                                     | 16.0                                                     |
| Temp. mín. media (°C)                                    | 6.4                                                      | 6.6                                                      | 7.9                                                      | 9.9                                                      | 11.0                                                     | 11.8                                                     | 11.3                                                     | 11.4                                                     | 11.2                                                     | 9.7                                                      | 8.3                                                      | 7.3                                                      | 9.4                                                      |
| Temp. mín. abs. (°C)                                     | -3.0                                                     | 1.0                                                      | 1.0                                                      | 1.0                                                      | 2.0                                                      | 1.0                                                      | 6.0                                                      | 6.0                                                      | 4.0                                                      | 2.0                                                      | 0.0                                                      | -3.0                                                     | -3.0                                                     |
| Precipitación total (mm)                                 | 29.7                                                     | 15.6                                                     | 9.7                                                      | 11.4                                                     | 44.2                                                     | 178.6                                                    | 231.3                                                    | 199.6                                                    | 161.4                                                    | 98.4                                                     | 26.7                                                     | 15.9                                                     | 1022.5                                                   |
| Días de precipitaciones (≥ 1 mm)                         | 2.3                                                      | 1.2                                                      | 0.9                                                      | 1.5                                                      | 4.7                                                      | 15.9                                                     | 20.7                                                     | 18.7                                                     | 15.5                                                     | 9.6                                                      | 3.0                                                      | 1.7                                                      | 95.7                                                     |
| Fuente: Servicio Meteorológico Nacional                  |                                                          |                                                          |                                                          |                                                          |                                                          |                                                          |                                                          |                                                          |                                                          |                                                          |                                                          |                                                          |                                                          |

| Parámetros climáticos promedio de Puerto Vallarta (10 msnm) | Parámetros climáticos promedio de Puerto Vallarta (10 msnm) | Parámetros climáticos promedio de Puerto Vallarta (10 msnm) | Parámetros climáticos promedio de Puerto Vallarta (10 msnm) | Parámetros climáticos promedio de Puerto Vallarta (10 msnm) | Parámetros climáticos promedio de Puerto Vallarta (10 msnm) | Parámetros climáticos promedio de Puerto Vallarta (10 msnm) | Parámetros climáticos promedio de Puerto Vallarta (10 msnm) | Parámetros climáticos promedio de Puerto Vallarta (10 msnm) | Parámetros climáticos promedio de Puerto Vallarta (10 msnm) | Parámetros climáticos promedio de Puerto Vallarta (10 msnm) | Parámetros climáticos promedio de Puerto Vallarta (10 msnm) | Parámetros climáticos promedio de Puerto Vallarta (10 msnm) | Parámetros climáticos promedio de Puerto Vallarta (10 msnm) |
| Mes                                                         | Ene.                                                        | Feb.                                                        | Mar.                                                        | Abr.                                                        | May.                                                        | Jun.                                                        | Jul.                                                        | Ago.                                                        | Sep.                                                        | Oct.                                                        | Nov.                                                        | Dic.                                                        | Anual                                                       |
| ----------------------------------------------------------- | ----------------------------------------------------------- | ----------------------------------------------------------- | ----------------------------------------------------------- | ----------------------------------------------------------- | ----------------------------------------------------------- | ----------------------------------------------------------- | ----------------------------------------------------------- | ----------------------------------------------------------- | ----------------------------------------------------------- | ----------------------------------------------------------- | ----------------------------------------------------------- | ----------------------------------------------------------- | ----------------------------------------------------------- |
| Temp. máx. abs. (°C)                                        | 35.0                                                        | 35.0                                                        | 36.0                                                        | 36.0                                                        | 43.5                                                        | 45.0                                                        | 45.0                                                        | 39.0                                                        | 38.0                                                        | 39.0                                                        | 37.0                                                        | 36.0                                                        | 45.0                                                        |
| Temp. máx. media (°C)                                       | 28.8                                                        | 28.9                                                        | 29.2                                                        | 30.1                                                        | 31.6                                                        | 32.7                                                        | 33.7                                                        | 34.0                                                        | 33.7                                                        | 33.7                                                        | 32.3                                                        | 29.7                                                        | 31.5                                                        |
| Temp. media (°C)                                            | 23.0                                                        | 22.9                                                        | 23.3                                                        | 24.2                                                        | 26.3                                                        | 28.1                                                        | 28.7                                                        | 28.8                                                        | 28.7                                                        | 28.2                                                        | 26.3                                                        | 24.2                                                        | 26.1                                                        |
| Temp. mín. media (°C)                                       | 17.3                                                        | 16.9                                                        | 17.5                                                        | 18.3                                                        | 21.0                                                        | 23.5                                                        | 23.6                                                        | 23.7                                                        | 23.7                                                        | 22.8                                                        | 20.3                                                        | 18.6                                                        | 20.6                                                        |
| Temp. mín. abs. (°C)                                        | 11.0                                                        | 10.5                                                        | 10.0                                                        | 0.5                                                         | 12.0                                                        | 18.0                                                        | 20.0                                                        | 20.0                                                        | 19.0                                                        | 18.5                                                        | 10.0                                                        | 10.0                                                        | 0.5                                                         |
| Precipitación total (mm)                                    | 25.0                                                        | 6.6                                                         | 5.9                                                         | 7.4                                                         | 10.6                                                        | 209.6                                                       | 362.4                                                       | 315.3                                                       | 360.0                                                       | 119.9                                                       | 13.0                                                        | 19.2                                                        | 1454.9                                                      |
| Días de precipitaciones (≥ 1 mm)                            | 1.7                                                         | 0.9                                                         | 0.5                                                         | 0.4                                                         | 0.7                                                         | 11.7                                                        | 17.1                                                        | 16.5                                                        | 17.1                                                        | 6.2                                                         | 1.1                                                         | 1.7                                                         | 75.6                                                        |
| Fuente: Servicio Meteorológico Nacional                     |                                                             |                                                             |                                                             |                                                             |                                                             |                                                             |                                                             |                                                             |                                                             |                                                             |                                                             |                                                             |                                                             |

| Parámetros climáticos promedio de Ojuelos de Jalisco (2220 msnm) | Parámetros climáticos promedio de Ojuelos de Jalisco (2220 msnm) | Parámetros climáticos promedio de Ojuelos de Jalisco (2220 msnm) | Parámetros climáticos promedio de Ojuelos de Jalisco (2220 msnm) | Parámetros climáticos promedio de Ojuelos de Jalisco (2220 msnm) | Parámetros climáticos promedio de Ojuelos de Jalisco (2220 msnm) | Parámetros climáticos promedio de Ojuelos de Jalisco (2220 msnm) | Parámetros climáticos promedio de Ojuelos de Jalisco (2220 msnm) | Parámetros climáticos promedio de Ojuelos de Jalisco (2220 msnm) | Parámetros climáticos promedio de Ojuelos de Jalisco (2220 msnm) | Parámetros climáticos promedio de Ojuelos de Jalisco (2220 msnm) | Parámetros climáticos promedio de Ojuelos de Jalisco (2220 msnm) | Parámetros climáticos promedio de Ojuelos de Jalisco (2220 msnm) | Parámetros climáticos promedio de Ojuelos de Jalisco (2220 msnm) |
| Mes                                                              | Ene.                                                             | Feb.                                                             | Mar.                                                             | Abr.                                                             | May.                                                             | Jun.                                                             | Jul.                                                             | Ago.                                                             | Sep.                                                             | Oct.                                                             | Nov.                                                             | Dic.                                                             | Anual                                                            |
| ---------------------------------------------------------------- | ---------------------------------------------------------------- | ---------------------------------------------------------------- | ---------------------------------------------------------------- | ---------------------------------------------------------------- | ---------------------------------------------------------------- | ---------------------------------------------------------------- | ---------------------------------------------------------------- | ---------------------------------------------------------------- | ---------------------------------------------------------------- | ---------------------------------------------------------------- | ---------------------------------------------------------------- | ---------------------------------------------------------------- | ---------------------------------------------------------------- |
| Temp. máx. abs. (°C)                                             | 30.0                                                             | 33.5                                                             | 31.0                                                             | 39.0                                                             | 41.0                                                             | 39.0                                                             | 35.0                                                             | 34.0                                                             | 33.0                                                             | 32.0                                                             | 33.0                                                             | 30.0                                                             | 41.0                                                             |
| Temp. máx. media (°C)                                            | 18.9                                                             | 20.6                                                             | 23.0                                                             | 25.4                                                             | 26.8                                                             | 25.9                                                             | 24.4                                                             | 23.8                                                             | 22.7                                                             | 22.3                                                             | 21.2                                                             | 19.3                                                             | 22.9                                                             |
| Temp. media (°C)                                                 | 10.6                                                             | 12.1                                                             | 14.1                                                             | 16.6                                                             | 18.2                                                             | 18.6                                                             | 17.6                                                             | 17.2                                                             | 16.5                                                             | 14.8                                                             | 12.8                                                             | 11.0                                                             | 15.0                                                             |
| Temp. mín. media (°C)                                            | 2.2                                                              | 3.5                                                              | 5.2                                                              | 7.8                                                              | 9.5                                                              | 11.3                                                             | 10.8                                                             | 10.6                                                             | 10.3                                                             | 7.2                                                              | 4.4                                                              | 2.8                                                              | 7.1                                                              |
| Temp. mín. abs. (°C)                                             | -8.0                                                             | -5.0                                                             | -3.0                                                             | 2.0                                                              | 4.0                                                              | 6.0                                                              | 7.0                                                              | 6.5                                                              | 2.0                                                              | -2.0                                                             | -5.0                                                             | -12.0                                                            | -12.0                                                            |
| Precipitación total (mm)                                         | 29.7                                                             | 16.4                                                             | 10.7                                                             | 9.2                                                              | 33.9                                                             | 95.8                                                             | 128.1                                                            | 138.5                                                            | 140.4                                                            | 51.0                                                             | 6.8                                                              | 12.4                                                             | 672.9                                                            |
| Días de precipitaciones (≥ 1 mm)                                 | 2.2                                                              | 1.6                                                              | 1.4                                                              | 1.8                                                              | 4.8                                                              | 8.1                                                              | 10.0                                                             | 8.2                                                              | 7.8                                                              | 3.9                                                              | 1.1                                                              | 2.4                                                              | 53.3                                                             |
| Fuente: Servicio Meteorológico Nacional                          |                                                                  |                                                                  |                                                                  |                                                                  |                                                                  |                                                                  |                                                                  |                                                                  |                                                                  |                                                                  |                                                                  |                                                                  |                                                                  |

### Temperaturas extremas

#### Temperaturas máximas

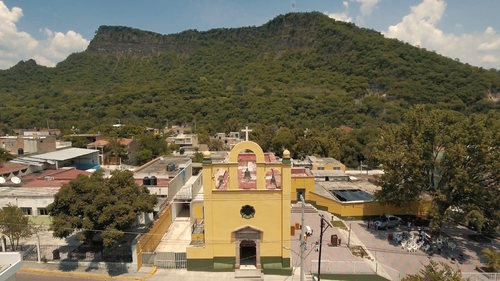
San Cristóbal de la Barranca, lugar donde se llegan a presentar las temperaturas más altas de Jalisco.

Las temperaturas más altas durante el año en el estado de Jalisco se presentan principalmente en zonas con climas tropicales tal como lo son los municipios de Cabo Corrientes, Puerto Vallarta, La Huerta, entre otros, no obstante, otros municipios como San Cristóbal de la Barranca, Atemajac de Brizuela o Zacoalco de Torres han registrado una de las temperaturas más extremas.
| Localidad                    | Municipio                    | Temperatura (°C) | Fecha      |
| ---------------------------- | ---------------------------- | ---------------- | ---------- |
| San Cristóbal de la Barranca | San Cristóbal de la Barranca | 49.5             | 2013-06-19 |
| Zacoalco de Torres           | Zacoalco de Torres           | 49.0             | 1959-09-24 |
| Atemajac de Brizuela         | Atemajac de Brizuela         | 48.0             | 1947-03-28 |
| Ahualulco de Mercado         | Ahualulco de Mercado         | 47.0             | 1948-04-18 |

#### Temperaturas mínimas

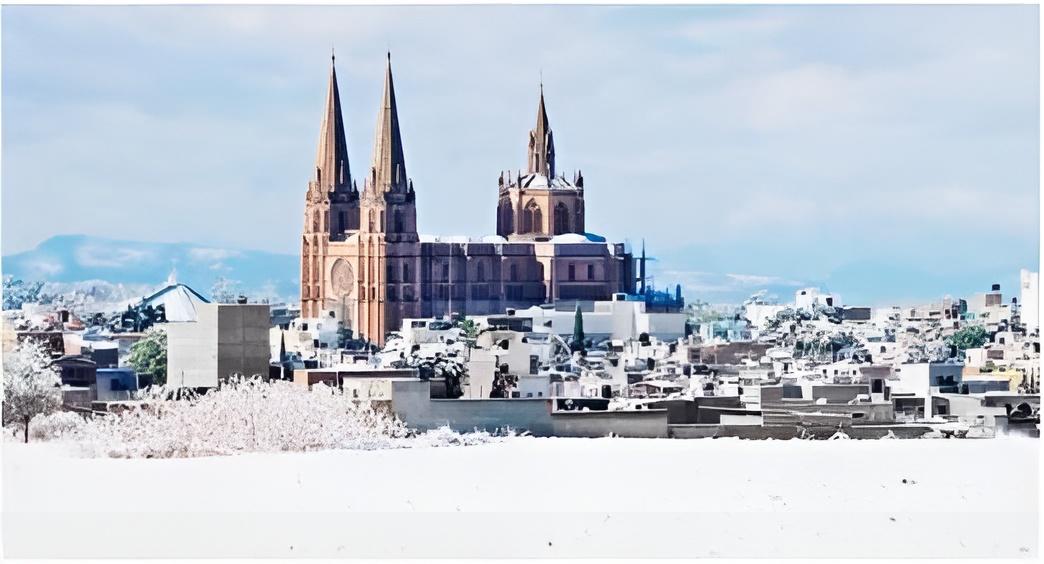
En los Altos de Jalisco se han llegado a presentar nevadas.

En la siguiente lista destacan las localidades que han registrado las temperaturas más bajas en el estado.
| Localidad               | Municipio           | Temperatura (°C) | Fecha      |
| ----------------------- | ------------------- | ---------------- | ---------- |
| San Gaspar de los Reyes | Jalostotitlán       | -14.5            | 2006-01-18 |
| Ojuelos de Jalisco      | Ojuelos de Jalisco  | -12.0            | 1976-02-25 |
| Huejuquilla el Alto     | Huejuquilla el Alto | -11.0            | 1999-02-26 |
| Lagos de Moreno         | Lagos de Moreno     | -9.0             | 1955-01-24 |